# Jan Martin Scharf
Jan Martin Scharf (* 1974 in Köln) ist ein mehrfach ausgezeichneter deutscher Regisseur und Drehbuchautor.

## Leben

### Ausbildung
Scharf studierte 1996 an der New York Film Academy, anschließend von 1998 bis 2004 an der Kunsthochschule für Medien Köln. 2001 erhielt er ein Stipendium der Drehbuchwerkstatt München. Sein Diplomfilm Wahrheit oder Pflicht (Co-Regisseur: Arne Nolting) erhielt beim Filmfestival Max Ophüls Preis den Preis der Schülerjury und beim Montreal World Film Festival einen Silber Zenith als bester Debütfilm. Außerdem erhielt er eine Nominierung für den First Steps-Award.

### Karriere
Scharf schrieb in den folgenden Jahren Drehbücher für Serien wie SOKO Köln, Wilsberg, Der letzte Bulle und Alarm für Cobra 11 – Die Autobahnpolizei. Ende 2013 begann er mit den Dreharbeiten für seinen ersten Kinofilm Dessau Dancers.
Er schrieb zusammen mit Arne Nolting das Drehbuch für die Serie Club der roten Bänder, die Ende 2015 sehr erfolgreich auf VOX lief und 2016 unter anderem mit dem Deutschen Fernsehpreis und dem Grimme-Preis ausgezeichnet wurde.

## Filmografie (Auswahl)
- 2001–2015: Alarm für Cobra 11 – Die Autobahnpolizei (Fernsehserie, 13 Folgen)
- 2002: Freitagnacht
- 2005: Wahrheit oder Pflicht
- 2008: Dekker & Adi – Wer bremst verliert!
- 2009–2010: SOKO Köln (Fernsehserie, 2 Folgen)
- 2010: Ein Fall für Fingerhut
- 2010–2014: Der letzte Bulle (Fernsehserie, 7 Folgen)
- 2011–2013: IK1 – Touristen in Gefahr (Fernsehserie, 5 Folgen)
- 2011–2016: Wilsberg (Fernsehreihe)
  - 2011: Frischfleisch
  - 2013: Treuetest
  - 2013: Nackt im Netz
  - 2015: Bittere Pillen
  - 2016: In Treu und Glauben
- 2014: Der Knastarzt (Fernsehserie, Folge Geiselnahme)
- 2014: Letzte Spur Berlin (Fernsehserie, Folge Schattenengel)
- 2014: Dessau Dancers
- 2014: Friesland (Fernsehreihe)
  - 2014: Mörderische Gezeiten
  - 2015: Familiengeheimnisse
- 2015: Weinberg (Fernsehserie, 6 Folgen)
- 2015–2017: Club der roten Bänder (Fernsehserie, 30 Folgen)
- 2015: Bettys Diagnose (Fernsehserie, Folge Kleine Abenteuer)
- 2018: Tatort: Alles was Sie sagen
- 2019: Tatort: Weiter, immer weiter
- 2019: Club der roten Bänder – Wie alles begann
- 2019: Väter allein zu Haus: Gerd (Fernseh-Minireihe, Film 1)
- 2019: Väter allein zu Haus: Mark (Film 2)
- seit 2020: Barbaren (Fernsehserie)
- 2021: Väter allein zu Haus: Timo (Film 3)
- 2021: Tatort: Tödliche Flut
- 2022: Tatort: Spur des Blutes
- 2023: Tatort: Pyramide

## Auszeichnungen
- 2002: Deutscher Hochschulfilmpreis in Gold für Freitagnacht
- 2004: Studio Hamburg, Nachwuchspreis in der Kategorie bester Langfilm für Wahrheit oder Pflicht
- 2004: Silber Zenith beim Montreal World Film Festival für Wahrheit oder Pflicht
- 2004: Best First Feature in San Jose, USA für Wahrheit oder Pflicht
- 2004: Nominierung für den First Steps Award für Wahrheit oder Pflicht
- 2004: Filmfestival Max Ophüls Preis der Jugendjury für Wahrheit oder Pflicht
- 2005: EBU Prix Genéve d’Europe für das Drehbuch zu Spanner
- 2012: Deutscher Fernsehpreis für Der letzte Bulle als Teil des Autorenteams
- 2015: Premio „Enfants terribles“ des 53. Int. Filmfests Gijón für Dessau Dancers
- 2015: Filmkunstpreis Sachsen-Anhalt „Bester Nachwuchsdarsteller“ an Gordon Kämmerer in Dessau Dancers
- 2015: Nominierung Förderpreis Neues Deutsches Kino, Filmfest München für „Dessau Dancers“
- 2016: Grimme-Preis für Club der roten Bänder
- 2016: Grimme-Preis für Weinberg
- 2016: Deutscher Fernsehpreis für Club der roten Bänder
- 2016: Nominierung für den Deutschen Fernsehpreis für Weinberg
- 2016: Robert-Geisendörfer-Preis (Autor, Kinderfernsehpreis: Club der roten Bänder)